# Selvmorderlunden
Selvmorderlunden er en dansk stumfilm produceret af Nordisk Films Kompagni. Filmens instruktør er ukendt.